# Skocze
Skocze [ˈskɔt͡ʂɛ] (deutsch Skötschen, 1938 bis 1945 Grönfleet) ist ein Dorf in der polnischen Woiwodschaft Ermland-Masuren und gehört zur Stadt- und Landgemeinde Gołdap (Goldap)  im Kreis Gołdap.

## Geographische Lage
Skocze liegt im Nordosten der Woiwodschaft Ermland-Masuren am Ostufer und im Tal der Goldap (polnisch: Gołdapa). Die Kreisstadt Gołdap (Goldap) liegt sechs Kilometer in nordöstlicher Richtung.

## Geschichte
Das nach 1651 noch Skötzschen genannte Dorf wurde vor 1564 gegründet. Am 18. März 1874 wurde der Ort Amtsdorf und damit namensgebend für einen neu errichteten Amtsbezirk, der – 1939 in „Amtsbezirk Grönfleet“ umbenannt – bis 1945 bestand und zum Kreis Goldap im Regierungsbezirk Gumbinnen der preußischen Provinz Ostpreußen gehörte.
295 Einwohner waren im Jahre 1910 in Skötschen registriert. Ihre Zahl verringerte sich bis 1933 auf 271 und belief sich 1939 noch auf 234.
Am 3. Juni – amtlich bestätigt am 16. Juli – 1938 erhielt Skötschen im Zuge der nationalsozialistischen Umbenennungsaktion den Namen „Grönfleet“. Als das Dorf 1945 in Kriegsfolge mit dem südlichen Ostpreußen zu Polen kam, erhielt es die polnische Bezeichnung „Skocze“. Heute ist das Dorf Sitz eines Schulzenamtes (polnisch: Sołectwo) und Teil der Stadt- und Landgemeinde Gołdap im Powiat Gołdapski. War es bis 1998 der Woiwodschaft Suwałki zugehörig, so ist es jetzt in die Woiwodschaft Ermland-Masuren eingegliedert.

### Amtsbezirk Skötschen/Grönfleet (1874–1945)
Zum Amtsbezirk Skötschen gehörten bei seiner Errichtung 1874 insgesamt 13 Dörfer:
| Name              | Änderungsname 1938 bis 1945 | Polnischer Name | Bemerkungen                            |
| ----------------- | --------------------------- | --------------- | -------------------------------------- |
| Amberg            |                             | Podgórze        |                                        |
| Groß Rosinsko     | Großfreiendorf              | Rożyńsk Wielki  | um 1900 nach Johannisberg eingemeindet |
| Groß Wronken      | Winterberg (Ostpr.)         | Wronki Wielkie  |                                        |
| Jeblonsken        | Urbansdorf                  | Jabłońskie      |                                        |
| Johannisberg      |                             | Janowo          |                                        |
| Klein Wronken     |                             |                 | um 1900 nach Johannisberg eingemeindet |
| Kosmeden          |                             | Kośmidry        |                                        |
| Marienthal        |                             | Niegocin        | um 1900 nach Johannisberg eingemeindet |
| Pietraschen       | Rauental (Ostpr.)           | Pietrasze       |                                        |
| Skötschen         | Grönfleet                   | Skocze          |                                        |
| Sperlinger Wiesen |                             |                 | 1928 nach Skötschen eingemeindet       |
| Sutzken           | ab 1933: Hitlershöhe        | Suczki          |                                        |
| Tartarren         | Noldental                   | Tatary          |                                        |

Am 1. Januar 1945 gehörten zum Amtsbezirk Grönfleet noch die Gemeinden: Amberg, Grönfleet, Hitlershöhe, Johannisberg, Kosmeden, Noldental, Rauental, Urbansdorf und Winterberg.

## Kirche
Vor 1945 war die Bevölkerung Skötschens bzw. Grönfleets fast ohne Ausnahme evangelischer Konfession, und das Dorf war in das Kirchspiel der Neuen Kirche in Goldap eingepfarrt, die zum Kirchenkreis Goldap innerhalb der Kirchenprovinz Ostpreußen der Kirche der Altpreußischen Union gehörte. Die wenigen katholischen Kirchenglieder waren ebenfalls nach Goldap orientiert.
Gołdap gilt seit 1945 auch für die Einwohnerschaft von Skocze als kirchlicher Mittelpunkt. Während die Stadt nun katholischer Pfarrsitz im Dekanat Gołdap des Bistums Ełk der Katholischen Kirche in Polen ist, gehört die evangelische Kirchengemeinde in Gołdap jetzt zur Pfarrei Suwałki in der Diözese Masuren der Evangelisch-Augsburgischen Kirche in Polen.

## Verkehr
Skocze liegt vom Straßenverkehr ein wenig abgelegen an einer Nebenstraße, die die Kreisstadt Gołdap mit Kośmidry (Kosmeden) und  Rożyńsk Mały (Klein Rosinsko, 1938 bis 1945 Bergershof) verbindet. Bis 1945 war Jabłońskie (Jeblonsken, 1938 bis 1945 Urbansdorf) die nächste Bahnstation. Sie lag an der Bahnstrecke Angerburg–Goldap, die in Kriegsfolge stillgelegt und später demontiert worden ist.